# Ježkovití
Ježkovití (Erinaceidae) je čeleď hmyzožravých savců zahrnující dvě podčeledi - ježky a srstíny. Druhy této čeledi jsou rozšířeny v Africe, Evropě, Asii a na některých indomalajských ostrovech. V Americe a Austrálii se ježci ani srstíni nevyskytují. Příslušníci této čeledi jsou známi z fosilních nálezů pocházejících z období Eocénu. Jedná se zřejmě o vývojově nejstarší dosud žijící čeleď placentálních savců.
V porovnání s ostatními hmyzožravci mají všichni ježkovití větší oči a ušní boltce, málo protažený čenich a silnější končetiny. Srstíni mají hrubou srst a dlouhý ocas. Počet zubů kolísá od 36 do 44, přičemž řezáky se od špičáků velikostí i tvarem téměř neliší. Jejich stoličky s hroty ve tvaru W naznačují, že jde o pokročilejší čeleď.
Čeleď má 21 druhů a je rozšířena v Africe, v jižní polovině Eurasie a na některých indomalajských ostrovech.
V České republice žijí dva druhy, ježek západní (Erinaceus europaeus) a ježek východní (Erinaceus roumanicus).

## Fylogeneze
Rod ježek (Erinaceus) je v Evropě znám od konce miocénu. V Severní Americe žil již od začátku miocénu podobný rod Brachyerix, na konci miocénu ale vyhynul.